# Юкя (парк)
Юкя (наричан още Източен парк) е градски парк в Търговище. Разположен е в края на града, в източната му част, на изток от улиците „Кюстенджа“ и „Стефан Караджа“. От другата му страна е разположена вилна зона „Юкя“. Намира се на около 1 км от централната градска част.

## История
През 2009 г. организацията „Ротари клуб – Търговище“ засажда близо 40 чинари и борчета в парка.
През 2012 г. е проведено анкетно проучване, на което голяма част от хората посочват че искат младежкия парк да се благоустрои. През есента на 2012 г. Общински съвет – Търговище решава да кандидатства с проект за основен ремонт на централния площад и на още няколко обекта в строителните граници на града, в проекта е предвидено изграждане на главна алея, спортни площадки и декоративна водна каскада в младежкия парк „Юкя“.
През лятото на 2014 г. се изграждат площадки за игра, спорт и отдих, като общата застроена площ на първия етап на обекта е близо 4 декара. В дейностите са вложени близо 500 хил. лева, осигурени от публичната инвестиционна програма „Растеж и устойчиво развитие на регионите“ на кабинета Орешарски. Върху площ от 4 дка се изграждат площадки за футбол, волейбол, баскетбол, фитнес и др.
През 2015 г. гражданите събират около 600 подписа с искане за възстановяване на парка.
През лятото на 2021 г. започва значително благоустройство на парка, като основната част от ремонтите извършват от Общинското предприятие „Флора“. През същата година са засадени 46 липи, на 13-годишна възраст.